# Macbeth (película de 2015)
Macbeth es una película dramática francobritánica de 2015, dirigida por Justin Kurzel y con un guion escrito por Jacob Koskoff y Todd Louiso, basado en la obra homónima de William Shakespeare. El reparto incluye a Michael Fassbender, Marion Cotillard, Sean Harris, Paddy Considine, Jack Reynor, Elizabeth Debicki y David Thewlis.

## Sinopsis
Macbeth es un reconocido thane (líder militar) escocés del siglo XI quien, tras tener una visión de tres brujas que profetizan que llegará a convertirse en rey, conspira junto a su esposa para matar al rey actual, Duncan, y toma el trono para sí mismo. A partir de este momento, la ambición de mantener el poder llevará a Macbeth a una espiral de paranoia de la que no podrá salir, declarando una guerra contra todo el que considere capaz de usurpar su trono.

## Reparto
- Michael Fassbender como Macbeth.
- Marion Cotillard como lady Macbeth.
- Sean Harris como Macduff.
- Elizabeth Debicki como lady Macduff.
- Paddy Considine como Banquo.
- Jack Reynor como Malcolm.
- David Thewlis como el rey Duncan.

## Producción
El rodaje de la película comenzó el 6 de febrero de 2014 en Escocia. La compañía See-Saw Films se encargó de la producción y la película fue distribuida en todo el mundo por StudioCanal. El 23 de octubre de 2013, The Weinstein Company adquirió los derechos de distribución en Estados Unidos y en Canadá.

## Mercadotecnia
El 18 de abril de 2014 se dieron a conocer dos fotos y el 14 de mayo dos carteles para la película.